# Едуардо Інда
Едуардо Інда Аріага (15 липня 1967, Памплона) — іспанський журналіст. В період з 2007 по 2011 роки — головний редактор найпопулярнішого спортивного видання Іспанії Marca.

## Біографія
Едуардо Інда закінчив університет Наварри (факультет інформатики). Розпочав свою кар′єру на радіостанції Antena 3 Radio. Потім Інда працював у газеті ABC (спочатку спортивним кореспондентом у Наваррі, далі — у центральній редакції видання). В 1994 році Едуардо Інда почав працювати у газеті Ель-Мундо, а в 2002 році був обраний на посаду головного редактора газети на Балеарських островах.
2007—2011 роки: головний редактор газети Marca.
З 2011 року — працює в газеті Ель-Мундо.